# Yavin
Yavin – fikcyjna planeta ze świata Gwiezdnych wojen, położona w znajdującym się na uboczu i uznanym za nieopłacalny do kolonizacji systemie planetarnym o tej samej nazwie. Yavin to gazowy gigant otoczony przez wiele księżyców, z których najsłynniejszym jest Yavin IV – miejsce wielu ważnych wydarzeń z historii Galaktyki.
Wysokie ciśnienie panujące w gęstej atmosferze Yavina sprawia, że w naturalny sposób powstają tam jedne z najcenniejszych kamieni szlachetnych w Galaktyce – klejnoty Corusca. Wyławia się je z górnych warstw atmosfery przy pomocy orbitujących platform oraz specjalnej konstrukcji kutrów kosmiczno-atmosferycznych.
Spośród większych księżyców Yavina, z których niektóre dorównują rozmiarami zwyczajnym planetom, do najciekawszych należą:
- Yavin 4
- Yavin 8
- Yavin 13

Na każdym z nich wykształciło się bądź istniało życie rozumne.
Poza Yavinem w jego systemie planetarnym znajdują się jeszcze dwie planety – bliska gwieździe centralnej Fiddanl oraz poruszająca się po ekscentrycznej orbicie lodowa Stroiketcy.
Po zniszczeniu podczas Bitwy o Yavin Gwiazdy Śmierci, Imperium umieściło w tym systemie stację kosmiczną, której personel miał za zadanie odzyskiwać i katalogować złom z resztek stacji bojowej. Około roku 4000 BBY natomiast mieściła się tu stacja orbitalna zbudowana podczas wielkiej wojny Sithów.